# قاآن آیخان
قاآن آیخان (انگلیسی: Kaan Ayhan؛ زادهٔ ۱۰ نوامبر ۱۹۹۴) بازیکن فوتبال اهل ترکیه است.
از باشگاه‌هایی که در آن بازی کرده‌است می‌توان به باشگاه فوتبال آینتراخت فرانکفورت ، باشگاه فوتبال شالکه ۰۴ ،دوسلدورف و ساسوئولو اشاره کرد.
وی همچنین در تیم‌های ملی فوتبال جوانان آلمان، جوانان آلمان، جوانان آلمان، زیر ۲۱ سال ترکیه، و ترکیه بازی کرده‌است.

## یادکرد ویکی‌پدیا
- مشارکت‌کنندگان ویکی‌پدیا. «Kaan Ayhan». در دانشنامهٔ ویکی‌پدیای انگلیسی، بازبینی‌شده در ۱۹ مه ۲۰۲۱.